# Hoplocorypha hamulifera
Hoplocorypha hamulifera är en bönsyrseart som beskrevs av Max Beier 1954. Hoplocorypha hamulifera ingår i släktet Hoplocorypha och familjen Thespidae. Inga underarter finns listade i Catalogue of Life.